# LT (dokument)
LT dowód księgowy (likwidacja środka trwałego), to dokument rozchodowy środka trwałego. Jest to usunięcie go z eksploatacji i wycofanie go z ewidencji składników rzeczowych aktywów przedsiębiorstwa. Na podstawie tego dokumentu może nastąpić likwidacja fizyczna, oraz następuje likwidacja księgowa, co oznacza wyksięgowanie wartości danego środka trwałego z konta "Środki trwałe" oraz z konta "Umorzenie środków trwałych". Dokument ten sporządza zazwyczaj komisja likwidacyjna, lub dział zarządzający majątkiem, a następnie zatwierdza kierownik jednostki. Często zdarza się, że środki trwałe w momencie postawienia w stan likwidacji są już całkowicie umorzone, czyli ich wartość w bilansie jest równa 0.

## Dokument zawiera
- nazwę jednostki, w której wystawia się dowód LT i jej dokładny adres
- numer dowodu, umożliwiający w sposób jednoznaczny i niepowtarzalny oznaczyć dokument, zgodnie z metodą numeracji przyjętą w jednostce (w przypadku druków akcydensowych) lub w systemie komputerowym w module "Środki trwałe"
- datę wystawienia
- nazwę środka trwałego, jaka powinna jednoznacznie identyfikować likwidowany środek trwały
- numer inwentarzowy środka trwałego, który powinien jednoznacznie identyfikować likwidowany środek trwały
- orzeczenie komisji likwidacyjnej podające przyczynę oraz sposób likwidacji środka trwałego
- podpisy członków komisji likwidacyjnej
- podpis pracownika upoważnionego za gospodarkę środkami trwałymi w jednostce
- podpis upoważnionego pracownika księgowości
- podpis kierownika jednostki
- uwagi, miejsce na podanie cech charakteryzujących likwidowany środek trwały, np. rok produkcji danego środka trwałego

## Powody sporządzania
- wycofanie środka trwałego na skutek jego zużycia i przeznaczenie go do likwidacji
- uszkodzenie, awaria
- dewastacja, wandalizm
- budowa nowego środka trwałego
- kradzież lub zaginięcie środka trwałego

## Załączniki
- protokół likwidacji komisji likwidacyjnej
- protokół fizycznej likwidacji, z którego będzie wynikać, że środek trwały nie będzie odsprzedawany

## Likwidacja fizyczna
- złomowanie
- utylizacja
- demontaż na części